# Agostino Chigi
Agostino Chigi, detto il Magnifico (Siena, 29 novembre 1466 – Roma, 11 aprile 1520), è stato un banchiere, imprenditore e armatore italiano.

Stemma Chigi

Da non confondersi con il suo omonimo vissuto a cavallo tra Cinquecento e Seicento e rettore dello Spedale di Santa Maria della Scala, fu uno dei maggiori mecenati del Rinascimento ed ebbe importanti rapporti d'affari con i pontefici Alessandro VI, Giulio II e Leone X. Amante dello sfarzo e dell'arte, commissionò numerose opere ad artisti del valore di Raffaello, del quale fu grande amico, Baldassarre Peruzzi, Sebastiano del Piombo e il Sodoma. Il Sultano ottomano lo chiamava «il grande mercante della cristianità».

## Biografia

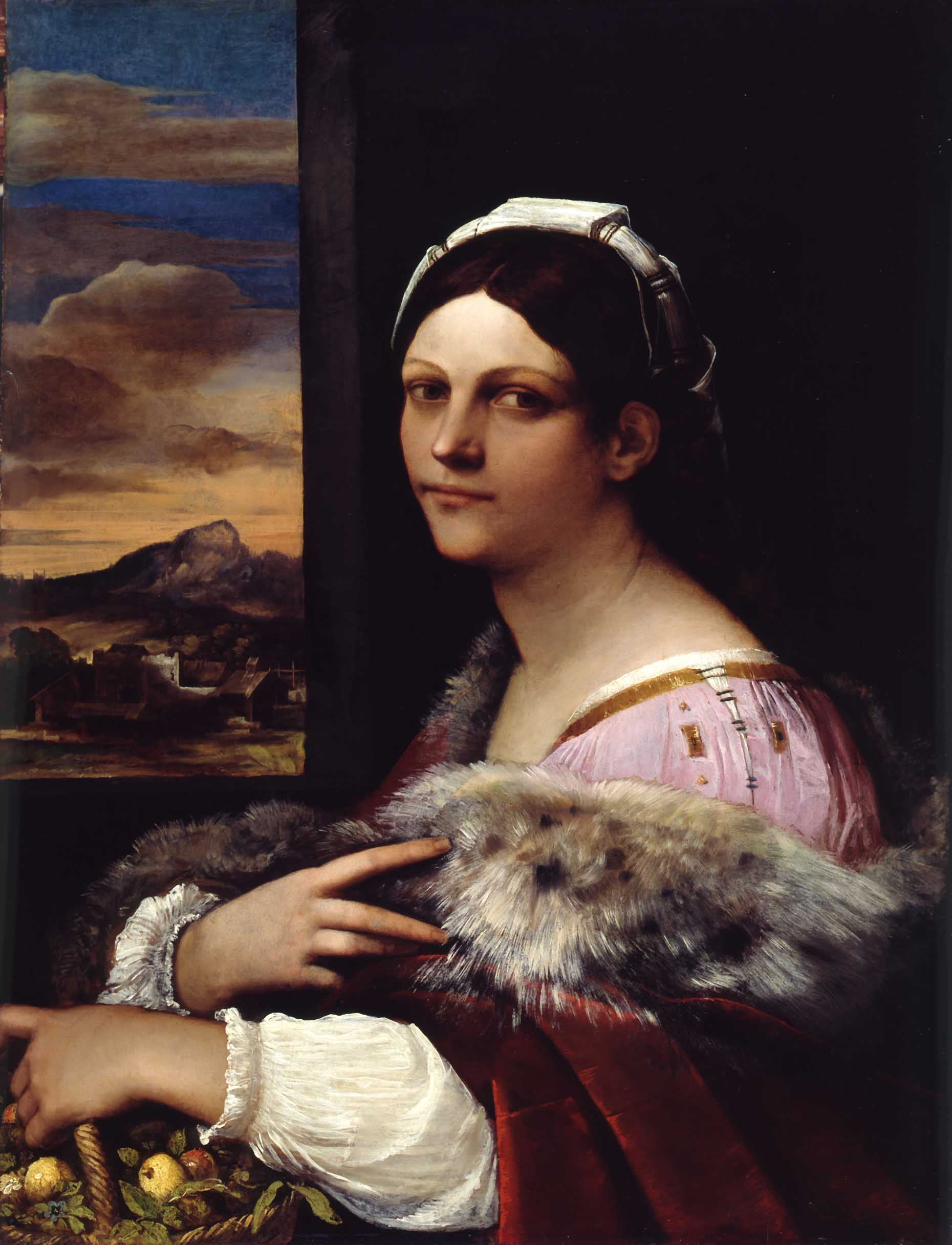
Sebastiano del Piombo, Dorotea, presunto ritratto di Francesca Ordeaschi

Agostino Andrea Chigi nacque a Siena il 29 novembre 1466, figlio di Margarita Baldi e Mariano Chigi (1439-1504), facoltoso banchiere senese che ebbe anche molti incarichi politici nella Repubblica: fu gonfaloniere nel 1485, console nel 1490, capitano nel 1493 e ambasciatore presso papa Alessandro VI nel 1502. Un altro suo figlio, Sigismondo (1479-1525), sposò nel 1507 Sulpizia Petrucci, figlia di Pandolfo (1450-1512), il signore di fatto di Siena, e un suo discendente sarà papa Alessandro VII.
Agostino iniziò l'apprendistato con il padre, che aveva due banchi a Siena e a Viterbo. Nel 1487 Mariano lo mandò a Roma per lavorare in società con un altro senese, Stefano Ghinucci, al banco di Giulio e Antonio Spannocchi, figli di quell'Ambrogio Spannocchi che era stato il banchiere di Pio II. Fu una scelta felice perché, salendo nel 1492 al soglio pontificio, Alessandro VI tolse ai Medici la gestione delle finanze vaticane per affidarle agli Spannocchi. Agostino riuscì a prevalere sul proprio maestro Ghinucci e instaurò un duraturo rapporto di finanziamento con Papa Borgia.
Finanziò le sanguinose imprese belliche del figlio del papa, Cesare Borgia, prestò denaro a Guidobaldo da Montefeltro e a Piero de' Medici e nel 1502 fondò a Roma il Banco Chigi assieme al padre e all'amico Francesco Tommasi. Organizzò delle sfarzose feste in Vaticano per divertire i papi e in quel periodo iniziò la sua opera di mecenatismo. Ordinò la costruzione sulla riva destra del Tevere di una villa sontuosa, Villa Farnesina, che presto divenne uno dei luoghi più frequentati da artisti e uomini di potere dell'epoca.
Mentre era ancora sposato con Margherita Saracini, da cui non ebbe figli, prese come amante la bellissima e raffinata cortigiana Francesca Ordeaschi (o Ardeasca), conosciuta a Venezia. A distanza di alcuni mesi dalla morte della prima moglie, Francesca entrò ufficialmente nella splendida Villa Chigi, progettata da Baldassarre Peruzzi lungo le rive del Tevere, divenendone a tutti gli effetti l'invidiata, ma indiscussa, première dame.

Per celebrare il loro amore, Agostino commissionò a Raffaello l'illustrazione della favola di Amore e Psiche, tratta da Le metamorfosi di Apuleio, in quella che verrà in seguito denominata "loggia di Psiche", al pianterreno della villa.
Dopo diversi anni di rapporto more uxorio, Agostino sposò la madre dei suoi figli il 28 agosto 1519, con rito officiato dallo stesso Leone X.

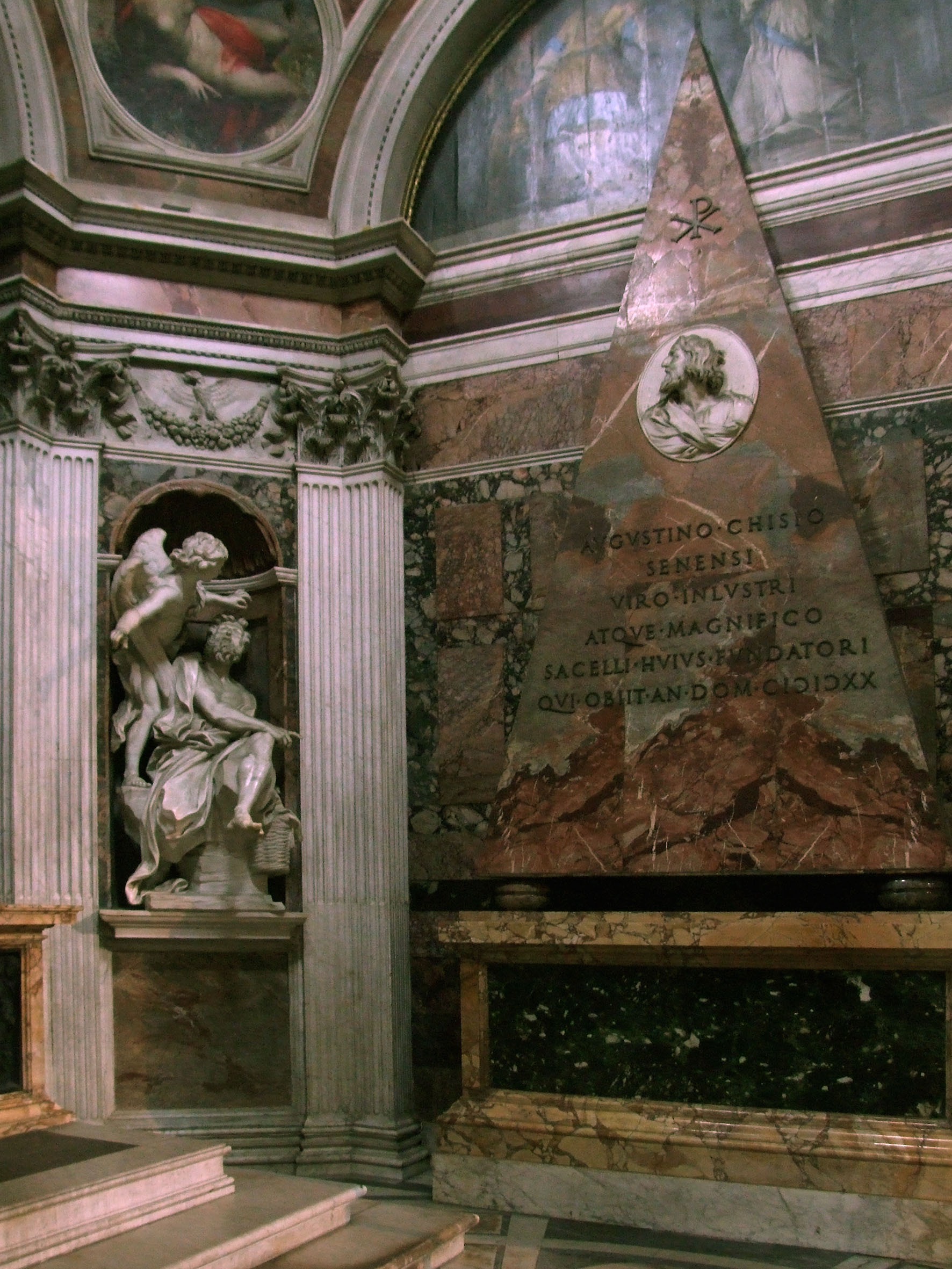
La tomba di Agostino Chigi

Quello tra Agostino Chigi e Francesca Ordeaschi rappresentò un matrimonio rivoluzionario: una donna dai trascorsi per l'epoca discutibili era riuscita a sposare uno degli uomini più influenti del tempo. Un uomo che, per amor suo, aveva persino mandato a monte le trattative di nozze con la nobile Margherita Gonzaga, figlia naturale del marchese di Mantova Francesco II Gonzaga, il cui blasone avrebbe potuto portare ulteriore lustro alla famiglia Chigi.
Dei cinque figli avuti da Francesca Ordeaschi, Agostino Chigi conobbe solo Lorenzo Leone, Alessandro Giovanni, Margherita e Camilla. Il quinto figlio, che avrebbe portato il suo stesso nome, sarebbe nato infatti dopo la morte del padre, avvenuta a 53 anni.

I funerali dell'illustre banchiere, cui parteciparono migliaia di persone, rappresentarono un vero e proprio trionfo post mortem, del tutto coerente con la sua magnificenza di mecenate delle arti e con la sua fama di abilissimo ed elegante uomo di affari. Doti, queste, che l'avevano reso amico, e in non pochi casi ascoltato consigliere, dei più potenti nomi dell'Europa rinascimentale.
L'ancor giovane moglie gli sopravvisse solo sette mesi, morendo da ricchissima ereditiera, e forse per questo avvelenata. A questo dubbio, tuttavia, la fama della leggendaria coppia fece prevalere la convinzione che la prematura e misteriosa morte di Francesca fosse stato un suicidio di vero amore: un amore degno dei sublimi affreschi, raffaelliti e non solo, di quella che fu poi nomata "Villa Farnesina".
Agostino Chigi è sepolto a Roma nella cappella di famiglia progettata da Raffaello ed eretta all'interno della basilica di Santa Maria del Popolo.

## Mecenatismo
Tra le opere commissionate da Agostino Chigi vi sono:
- Cappella Chigi nella basilica di Santa Maria del Popolo, Roma, Raffaello
- Cappella Chigi in Santa Maria della Pace, Roma, Raffaello
- Villa Farnesina, Roma, Baldassarre Peruzzi
  - Loggia di Psiche, affresco, Raffaello e scuola
  - Trionfo di Galatea, affresco, Raffaello